# Anton Krysanow
Anton Igoriewicz Krysanow (ros. Антон Игоревич Крысанов; ur. 25 marca 1987 w Togliatti) – rosyjski hokeista, reprezentant Rosji.

## Kariera
- Łada 2 Togliatii (2002-2004)
- Łada Togliatti (2004-2009)
- Dinamo Moskwa (2009-2010)
- Nieftiechimik Niżniekamsk (2010-2011)
- Jugra Chanty-Mansyjsk (2011-2014)
- Awtomobilist Jekaterynburg (2014)
  -  HK Lipieck (2014)
- Amur Chabarowsk (2014-2015)
- Witiaź Podolsk (2015)
- Łada Togliatii (2015-2016)
- Amur Chabarowsk (2016-2017)
- Tsen Tou Jilin (2017-2019)
- Dnipro Chersoń (2020-2021)

Wychowanek Łady Togliatti w rodzinnym mieście. Od października 2011 zawodnik Jugry Chanty-Mansyjsk (do klubu trafił z Nieftiechimika Niżniekamsk na zasadzie wymiany za Jegora Miłowzorowa). Od połowy 2013 związany dwuletnim kontraktem. Od końca maja do końca września 2014 zawodnik Awtomobilista Jekaterynburg i ponownie do grudnia 2014. Od grudnia 2014 zawodnik Amuru Chabarowsk. Od maja 2015 zawodnik Witiazia Podolsk. Od października 2015 do początku grudnia 2016 ponownie zawodnik macierzystej Łady. Od grudnia 2016 do sierpnia 2017 zawodnik Amuru. W sezonach 2017/2018 i 2018/2019 grał w chińskiej drużynie Tsen Tou Jilin w lidze WHL. We wrześniu 2020 został zawodnikiem ukraińskiego Dnipro Chersoń. 

## Sukcesy
Reprezentacyjne
- Srebrny medal mistrzostw świata juniorów do lat 20: 2007

Klubowe
- Srebrny medal mistrzostw Rosji: 2005 z Ładą
- Puchar Kontynentalny: 2006 z Ładą